# Tuschen
Die Tuschen (georgisch თუშები, Tuschebi) sind ein Bergvolk, eine Subethnie der Georgier in Tuschetien im Norden von Georgien. Traditionell leben sie von der Viehhaltung in 1000 bis 4000 Metern Höhe.
Das Volk ist bekannt für seine Totenhäuser und Grüfte, die während der großen Pestepidemien des Mittelalters gebaut wurden, welche die Tuschen als Gottesstrafe ansahen.